# ブレル・カドリ
ブレル・カドリ（Blel Kadri、1986年9月3日 - ）は、フランスのボルドー出身の自転車競技（ロードレース）選手。

## 来歴
2004年
- ツール・ド・ロレーヌ ジュニア部門 総合優勝
- ニーダーザッハゼン・ルントファールト ジュニア部門 総合優勝

2008年
- クレズ・ブレズ 総合優勝

2009年、AG2R・ラ・モンディアルと契約。
2011年
- ツアー・ダウンアンダー 総合8位

2013年
- ローマ・マキシマ　優勝